# Paraswammerdamia ruthiella
Paraswammerdamia ruthiella is een vlinder uit de familie stippelmotten (Yponomeutidae). De wetenschappelijke naam is voor het eerst geldig gepubliceerd in 1993 door Steuer.
De soort komt voor in Europa.